# Благання (фільм)
«Благання» (груз. «ვედრება») — грузинський радянський драматичний художній фільм 1967 року, знятий режисером Тенгізом Абуладзе на кіностудії «Грузія-фільм» за мотивами поем грузинського поета Важи Пшавелі «Алуда Кетелаурі» і «Гість і господар». Перший фільм в режисерській трилогії («Благання» — «Дерево бажання» — «Покаяння»).

## Сюжет
У філософських притчах, що обрамляють поеми, йдеться про ставлення Поета до добра і зла, про необхідність боротьби зі злом, що претендують на владу над людьми та над Поетом.
Загибель героїв, лицарів істини і добра, призводить Поета до думки про непереможність зла. Втомившись від боротьби і поневірянь, Поет складає зброю. І тоді до нього приходять всі його улюблені герої. Вони гасять свічки в чаші з пивом, що, відповідно ритуалу грузинського племені хевсурів, означає зречення. І тільки побачивши, які нещастя і біди несе за собою відмова від боротьби зі злом, Поет знову бере до рук зброю.

## У ролях
- Спартак Багашвілі — Хвтісія, Поет
- Русудан Кікнадзе — Діва
- Рамаз Чхіквадзе — Мацілі
- Тенгіз Арчвадзе — Алуда
- Гейдар Палавандішвілі — Муца
- Отар Меґвінетухуцесі — Джокола
- Зураб Капіанідзе — Звіадаурі
- Нана Кавтарадзе — Ліаз
- Гурам Пірцхалава — Ведреба
- Тенгіз Арчвадзе — Алуда
- Іраклій Учанейшвілі — Муса